# Équipe cycliste Seur
 (janvier 2011).
Si vous disposez d'ouvrages ou d'articles de référence ou si vous connaissez des sites web de qualité traitant du thème abordé ici, merci de compléter l'article en donnant les références utiles à sa vérifiabilité et en les liant à la section « Notes et références ».
Seur est une ancienne équipe cycliste espagnole ayant existé de 1988 à 1992. Son directeur sportif était l'Espagnol Maximio Pérez, qui avait créé en 1984 une petite structure professionnelle avec l'équipe Dormilón.

## Historique de l'équipe
En 1988, la société Seur, spécialisée dans la livraison rapide de colis en Espagne et au Portugal et déjà présente dans le cyclisme comme co-sponsor de l'équipe Reynolds, décide de lancer sa propre équipe en faisant appel à Maximio Pérez, directeur sportif de l'équipe Dormilón, qui se trouvait sans sponsor à partir de l'année 1988. Dès l'année 1989 l'équipe enregistre l'arrivée de coureurs de renoms parmi lesquels le Basque Jon Unzaga et l'Italien Marco Giovannetti.
L'équipe remporte sa plus grande victoire en 1990 avec la victoire finale de Marco Giovannetti dans le Tour d’Espagne.
Plus ambitieuse encore l'équipe enregistre en 1991 l'arrivée de sérieux coureurs d'Europe de l'Est, dont Piotr Ugrumov et Ivan Ivanov, ainsi que celle du coureur français Ronan Pensec, maillot jaune du Tour de France 1990 pour une somme avoisinant les 35 millions de pesetas. Après plusieurs années passées en France au sein de la structure Peugeot-Z, il a souhaité vivre une expérience à l'étranger. Son objectif était notamment le Tour d'Espagne. Cependant, apprenant que l'équipe ne participera pas au Tour de France, il change au dernier moment d'équipe pour rejoindre la formation Amaya.
En 1992, Seur abandonne le cyclisme et l'équipe est reprise par le groupe Unipublic, société organisatrice du Tour d'Espagne. Elle prend alors le nom de Deportpublic.